# قسم زرينه الريفي (مقاطعة ديواندرة)
قسم زرينه الريفي (بالفارسية: دهستان زرینه) هي منطقة سكنية تقع في ناحية كرفتو في إيران. يقدر عدد سكانها بـ 7,076 نسمة .